# Kirtjevo
Kirtjevo (bulgariska: Кирчево) är ett distrikt i Bulgarien.   Det ligger i kommunen Obsjtina Ugărtjin och regionen Lovetj, i den centrala delen av landet, 90 km öster om huvudstaden Sofia.
I omgivningarna runt Kirtjevo växer i huvudsak blandskog. Runt Kirtjevo är det glesbefolkat, med 13 invånare per kvadratkilometer.